# Кинду
Кинду (на френски и на суахили: Kindu) е град в Демократична република Конго и е столица на провинция Маниема. Населението на града е 135 534 души (по приблизителна оценка от 2004 г.). Кинду е разположен на река Конго, на около 500 метра надморска височина.

## Транспорт
Градът е свързан чрез железопътна линия с градовете Калемие, Камина и Кананга. В Кинду има и летище, с писта дълга 2200 метра. Пътищата в града, а и в цялата провинция Маниема са като цяло в лошо състояние.

## История
Кинду бил важен център за търговията с роби, злато и слонова кост през 19 век. Арабско-суахилски търговци на роби се установили в района на града около 1860 година и изпращали кервани с роби по суша до Занзибар. Следи от суахилската култура и исляма продължват да съществуват в града.

## Личности
Родени
- Джоди Лукоки (р. 1992), конгоанско-нидерландски футболист